# Бучковская, Малгожата
Малгожата Бучковская (пол. Małgorzata Buczkowska; род. 25 августа 1976, Люблин, Польская Народная Республика) — польская актриса театра и кино, номинант и лауреат ряда польских театральных и кино премий.

## Биография
Малгожата Бучковская родилась в Люблине 25 августа 1976 года. Во время обучения в школе посещала театральный кружок Халины и Яна Махульских. 28 февраля 1998 года дебютировала в качестве театральной актрисы на сцене театра имени Стефана Жеромского в Кельце. В 2002 году окончила Национальную театральную школу имени Людвика Сольского в Кракове.
В качестве приглашенной актрисы играла в постановках Польского театра во Вроцлаве и театра имени Стефана Ярача в Лодзи. С 2004 года является актрисой труппы театра имени Стефана Ярача в Лодзи. Признание критиков и зрителей ей принесла роль в пьесе Игоря Бауэршимы «Norway. Today» в постановке режиссёра Мартина Грота в 2003 году и в пьесах Ребекки Гилман «Свет жизни» в 2005 году и Юдиты Томпсон «Хабитат» в 2007 году режиссёра Мариуша Гжегожека. С 2012 года также принимала участие в спектаклях Театра эстрады в Варшаве.
В 2002 году дебютировала в качестве киноактрисы в эпизодической роли в фильме «Шопен. Желание любви» режиссёра Ежи Антчака. Её первая главная роль в кино была фильме роль Аги в эпизоде «Силезия» в фильме «Ода к радости» режиссёра Анны Казеяк-Давид. За роль второго плана — роль Лены в фильме «0_1_0» режиссёра Петера Лазаркевича в 2008 году получила первую номинацию на Премию Збигнева Цибульского. Через год получила ещё одну номинацию на эту награду за главную роль в фильме «Я твой» Мариуша Гжегожека.
Актриса также снимается в телевизионных сериалах, в том числе в сериалах «Лицом к лицу», «Цвета удачи», «Лондонцы» и «Принцип удовольствия». Она замужем за актёром Ксаверием Шленкером. В 2006 году у них родился сын, Францишек Ксаверий Шленкер.

## Фильмография
| Год  | Фильм                                                                  | Режиссёр                    | Персонаж                         |
| ---- | ---------------------------------------------------------------------- | --------------------------- | -------------------------------- |
| 2002 | «Шопен. Желание любви» пол. Chopin. Pragnienie miłości                 | Ежи Антчак                  | эпизодическая роль               |
| 2005 | «Ода к радости» пол. Oda do radości                                    | Анна Казеяк-Давид           | Ага                              |
| 2005 | «Тебя зовут Жюстин» пол. Masz na imię Justine                          | Франко де Пенья             | Ганя                             |
| 2006 | «Несколько фотографий» пол. Kilka fotografii                           | Марцин Печонка              | Эвелина                          |
| 2006 | «Дополнительно» пол. Statyści                                          | Ярослав Сокол               | Дорота                           |
| 2008 | «Четыре ночи с Анной» пол. Cztery noce z Anną                          | Ежи Сколимовский            | подруга главной героини          |
| 2008 | «Это не то, что ты думаешь, милый» пол. To nie tak, jak myślisz, kotku | Славомир Крыньский          | Доминика                         |
| 2008 | «0_1_0» пол. 0_1_0                                                     | Пётр Лазаркевич             | Лена                             |
| 2009 | «Сколько весит троянский конь?» пол. Ile waży koń trojański?           | Юлиуш Махульский            | Тереза                           |
| 2009 | «Я твой» пол. Jestem Twój                                              | Мариуш Гжегожек             | Марта                            |
| 2009 | «Зеро» пол. Zero                                                       | Павел Боровский             | медсестра                        |
| 2010 | «Колыбельная» пол. Kołysanka                                           | Юлиуш Махульский            | жена главного героя              |
| 2011 | «Покажи, дорогая, что там внутри» пол. Pokaż, kotku, co masz w środku  | Славомир Крыньский          | медсестра Доминика               |
| 2011 | «Переплетение» пол. Uwikłanie                                          | Яцек Бромский               | Ханна Квятовская                 |
| 2012 | «Острая дата» пол. Ostra randka                                        | Мацей Одолиньский           | Лили                             |
| 2013 | «Подозреваемые в любви» пол. Podejrzani zakochani                      | Славомир Крыньский          | женщина в очках                  |
| 2013 | «Станция Варшава» пол. Stacja Warszawa                                 | Мацей Куске, Матеуш Ракович | мать героя                       |
| 2014 | «Парень (не) нужно сразу же» пол. Facet (nie)potrzebny od zaraz        | Вероника Мигонь             | Ася                              |
| 2018 | «Фуга» пол. Fuga                                                       | Агнешка Смочиньска          | Ева                              |
| 2019 | «Принцип удовольствия» (сериал) пол. Zasada przyjemności               | Дариуш Яблонский            | Мария Соколовская (главная роль) |

#### Награды и почётные звания
- 2004 год: «Золотая маска» за лучшую женскую роль в сезоне 2003/2004 годов: роли Джульет в пьесе Игоря Бауэршимы «Norway. Today» и Петры в пьесе «Преступники» Томаса Йонигка в театре имени Стефана Ярача в Лодзи.
- 2005 год: «Золотая маска» за лучшую женскую роль в сезоне 2004/2005 годов: роль Лизы в пьесе Ребекки Гилман «Блеск жизни» в театре имени Стефана Ярача в Лодзи; за ту же роль получила Главный приз V Фестиваля современной драматургии.
- 2007 год: «Золотая маска» за лучшую женскую роль в сезоне 2006/2007 годов: роль в пьесе Джудит Томпсон «Хабитат» в театре имени Стефана Ярача; Главный приз XLVII Театрального фестиваля в Калише[пол.] за роль Лизы в пьесе Ребекки Гилман «Блеск жизни» в театре имени Стефана Ярача в Лодзи.
- 2008 год: Номинация на премию имени Збигнева Цибульского за роль в фильме «0_1_0».
- 2009 год: Номинация на премию имени Збигнева Цибульского за роль в фильме «Я твой».
- 2013 год: Главный приз LIII Театрального фестиваля в Калише за роль Марты в шоу «Летучая мышь» по одноимённой оперетте Иоганна Штрауса.